# Mitcham Schmidt (Jerusalem)
Der Mitcham Schmidt (hebräisch מִתְחַם שְׁמִידְט Mitcham Schmidt, deutsch ‚Umfriedung Schmidts‘, sinngemäß ‚Schmidt-Anlage‘; auch חֲצַר שְׁמִידְט Chatzar Schmidt, deutsch ‚Hof Schmidt‘) ist ein Ensemble zweier Bauten am Rechov Hillel in Jerusalem, Israel. Diese sind die beiden Gebäude Rechov Hillel 25 (bis 1908 Hospiz am Jaffator, danach Altes Hospiz genannt) und Rechov Hillel 27 (u. a. Schule am Jaffator, auch Klostergebäude der Borromäerinnen genannt). Deren engagierter Schulleiter Pater Wilhelm Schmidt ist Namensgeber des Mitcham Schmidt.
Im westlichen Alten Hospiz (Rechov Hillel Haus Nr. 25) befindet sich seit 1952 die Synagoge Tempio Italiano im Ostflügel des ersten Stocks und seit 1983 ist auf allen Etagen beheimatet das Nachon-Museum der Judenheit Italiens, das auf eine zwischen 1952 und 1974 entstandene Sammlung zurückgeht und nach Umberto Schlomoh Nachon (שלמה אומברטו נכון) benannt ist, der die Sammlung pflegte und ausbaute.
Den östlichen Bau des Ensembles (Rechov Hillel Haus Nr. 27; erstes, eigenes Gebäude der Schmidt-Schule, auch Mädchen-Schule am Jaffator, auf hebräisch בֵּית הַסֵּפֶר שְׁמִידְט Bejt ha-Sefer Schmidt oder seit 1921 קוֹלֶג' שְׁמִידְט Qōleǧ Schmidt, englisch Schmidt’s Girls’ College) erstand nach Jahren des Leerstands 2022 ein französischer Immobilieninvestor.

## Lage
Der Mitcham Schmidt befindet sich auf dem Grundstück Rechov Hillel 25/27 Ecke Rechov Angelo Levi-Bianchini. Der Rechov Hillel liegt in der westlichen Neustadt nordwestlich außerhalb der Mauern Jerusalems und beginnt in der im 19. Jahrhundert entstandenen Vorstadt Mamilla im nordwestlichen Ausläufer von Gehinnom. Die im Deutschen gebräuchliche Bezeichnung Hospiz am Jaffator, Hospiz und Schmidt-Schule am Jaffator schließt einen eher gewollten Ortsverweis ein, denn vom Mitcham Schmidt sind es 1,1 Kilometer Wegs bis zum Jaffator. Das Hospiz war dennoch nicht ungünstig gelegen, denn wer vor Eröffnung der Bahnstrecke Jaffa–Jerusalem (1892) in die Heilige Stadt pilgerte, würde von Westen kommend zwangsläufig vor Erreichen des Ziels das Hospiz am Jaffator passieren.
Der Mitcham Schmidt gruppiert sich im Westen und Osten um einen viereckigen Hof (auch Chatzar Schmidt genannt), 1947 gegliedert als Garten westlich der Mitte:7 und östlich davon als Schulhof,:14 der seit 1982 als öffentlicher Platz zum Rechov Hillel im Süden offen ist.:15 Die beiden Gebäude des Mitcham Schmidt am Rechov Hillel sind von West nach Ost mit den Hausnummern 25 und 27 adressiert. Im Norden begrenzt den Chatzar Schmidt der Merkaz ha-Tarbujjot – Ulam Harmonjah (מֶרְכַּז הַתַּרְבּוּיּוֹת – אוּלָם הַרְמוֹנְיָה deutsch ‚Zentrum der Kulturen – Halle Harmonie‘). Der Mitcham Schmidt grenzt östlich und nördlich unmittelbar an das drittälteste jüdische Viertel in der westlichen Neustadt, an Nachalat Schivʿa (נַחֲלַת שִׁבְעָה), das in den 1860er Jahren entstand.

## Geschichte
Der 1857 als Franziskaner (OFM) geweihte Pater Ladislaus (bürgerlich: Eduard Schneider), der in Sankt Annaberg den oberschlesischen Zweig des in Aachen ansässigen, seit 1863 bestehenden Vereins vom Heiligen Grabe gegründet und dazu eigens ein Mitgliederjournal auf Polnisch herausgegeben hatte, kam 1875 erstmals ins Heilige Land.

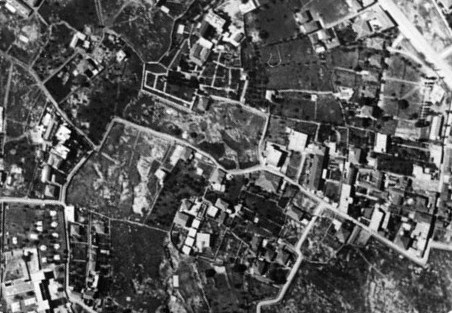
Luftbild 1918: Der Rechov Jafo (Landstraße nach Jaffa, oben rechts), Mitcham Schmidt mit hellen Dächern, Vorbau und Türmchen (unterhalb der Mitte, ab vom Rand rechts), Monastère Ratisbonne (unten links) und Talitha Kumi (oben Mitte)

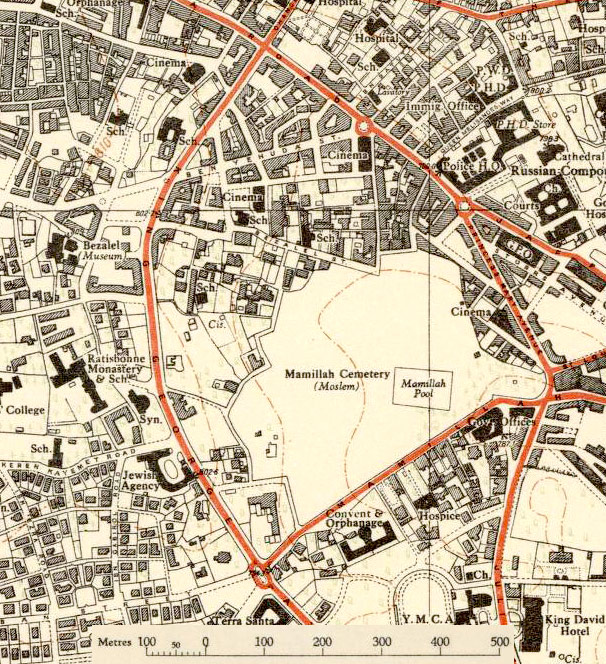
Rund um den Mamilla-Friedhof 1946: Die Mädchenschule Talitha Kumi nordwestlich der Mitte angezeigt durchs Kürzel Sch. oberhalb des Straßennamens King George [St.], der Mitcham Schmidt ist mittig dargestellt durchs Kürzel Sch. (für Schmidt’s Girls’ College) und den östlich benachbarten Bau über dem Namenszug Bezalel St., wie der Rechov Hillel damals noch hieß

Er mühte sich darum, für katholische Deutsche aller Zungen eine Anlaufstelle und Vertretung in Jerusalem einzurichten. Im Jahre 1877 konnte Schneider das 4,6 metrische Dunam große Gartengrundstück mit Zisterne und zwei kleinen Bauten:19 500 Meter nordwestlich vom Mamilla-Becken für 26.000 Franken der Lateinischen Münzunion erwerben,:5 heute der Mitcham Schmidt, um sein Werk zu starten.
In der Umgebung hatten auch andere europäische christliche Werke ihr Tätigkeit aufgenommen, wie 1868 im 450 Meter nordwestlich gelegenen heutigen Rechov ha-Melech George 18 die evangelische Mädchenschule Talitha Kumi, 1873 das Aussätzigen-Asyl Jesus-Hilfe (im 500 Meter weiter südlich gelegenen Rechov Agron 20, seit 1887 Kloster der Lazaristen), und 1874 kaufte Alphonse Ratisbonne das 750 Meter südwestlich gelegene Grundstück für das künftige Waisenhaus Orphelinat Saint-Pierre de Sion (heute Monastère Ratisbonne der Schwestern Unserer Lieben Frau von Sion im Rechov Schmuʾel ha-Nagid 26).
Schneiders Ziel war es wie die pietistischen Templer ebenfalls im Heiligen Land ein Siedlungswerk zu schaffen, um unter Palästinadeutschen ein katholisches Element zu etablieren (die meisten waren pietistische Templer, ein Viertel etwa landeskirchliche Protestanten,:89 katholische und jüdische Deutsche waren zunächst wenig vertreten), wozu der heutige Mitcham Schmidt und ein ebenfalls 1876 von ihm in Absprache mit dem Verein vom Heiligen Grabe neu erworbenes Gelände in al-Qubaybah Ausgangspunkte bilden sollten. Tatsächlich kamen junge deutsche Katholiken nach Jerusalem auf der Suche nach Arbeit und einem neuen Leben, manche eigentlich auf Pilgerfahrt angereiste Wallfahrer schlossen sich ersteren an.
Bis sie sich etablieren konnten, bildeten sie im geschützten Raum in Schneiders Deutsch-katholischer Niederlassung vor dem Jaffator:229 mit den beiden beim Kauf übernommenen kleinen Baulichkeiten:19 eine Art Kommune und bauten sie in Eigenarbeit mit auf. Im Südwesteck des heutigen Mitcham Schmidt begannen Schneider und seine kommunardischen Mitstreiter 1877 nach seinen Plänen ein einstöckiges Gebäude, in das sie eine der beiden vorhandenen Baulichkeiten einbezogen.
Anfangs hatten das Lateinische Patriarchat, Frankreich in seinem Selbstverständnis als Schutzmacht aller Katholiken im Orient und die franziskanische Kustodie des Heiligen Landes Schneiders Bemühungen unterstützt. Er erschien vor allem als Einzelkämpfer, der Verein vom heiligen Grabe unterstützte ihn nur mental, Spenden zum Erwerb der Grundstücke kamen vor allem durch Schneiders eigenes Werben herein.
Doch als dem französischen Konsul zu Jerusalem klar wurde, dass Schneiders Ansatz schließlich auf ein katholisches Werk unter Protektion Deutschlands hinauslaufen könne, sah er Frankreichs Vertretungsanspruch bedroht und stimmte die beiden anderen Institutionen um, Schneider nicht weiter zu unterstützen, dessen kirchlicher Dienstherr versetzte ihn schließlich Anfang 1879 nach Alexandria,:227 wo er die Deutsche Schule der Borromäerinnen Alexandria begründete. Die Jahre 1880 bis 1884 waren schwierige Jahre für die Niederlassung vorm Jaffator ohne den tatkräftigen Schneider. Frankreich war bestrebt, Schneiders Deutsch-katholische Niederlassung vor dem Jaffator einer französischen katholischen Institution zu übertragen.:23
Doch Schneider blieb auch von Ferne nicht untätig, er initiierte ein Komitee aus Mitgliedern des Vereins vom Heiligen Grabe, darunter Wilhelm Leopold Janssen, und anderen katholischen Aktivisten, um den Verein zu bewegen, zu Gunsten seines in den Kinderschuhen befindlichen Werkes einzutreten. Janssen, der persönliche Schikanen aus dem Bismarckschen antikatholischen Kulturkampf kannte, ergriff energisch Initiative zur Bewahrung des Werkes Schneiders. Ihm gelang 1881 zunächst einmal, auf seinen Namen, denjenigen eines religiösen Laien, die Grundstücke des Ordensmannes Schneider zu übertragen, womit sie vor religiösem anderweitigem Zugriff sicher waren.:23 Die fortgesetzte Zurückhaltung des Vereins führte zum Zerwürfnis.
Ende 1884 begann Janssen Schneiders Projekt umzukrempeln, weg von der Kommune angehender Siedler hin zu einem regulären Pilgerhospiz, einer Schule und einer Vertretung katholischer Deutscher im Lande. Um kommunardische Typen fernzuhalten, nahm das Hospiz keine Abenteurer mehr auf, sondern am besten Verheiratete, wahre Pilger oder Geschäftsreisende. Im Mai 1885 erlangte Janssen für die Deutsch-katholische Niederlassung vor dem Jaffator die Protektion durchs deutsche Konsulat Jerusalem und der von ihm, Janssen, Schneider und dem Komitee initiierte Palästinaverein der Katholiken Deutschlands, dessen Name schon das programmatische Anliegen anzeigte, trat im September des Jahres dann offiziell ins Leben.
Seine Mitglieder wählten Janssen zum Vorsitzenden. Janssen übergab die Liegenschaften in Jerusalem und al-Qubaybah, die er nur treuhänderisch verwaltet hatte, dem neuen Verein. Janssen bestellte als ersten Leiter der Werke des Vereins im Lande 1887 den jungen, jüdisch geborenen Neophyten Pater Joseph Aaron Stein.
Als erstes wurde der halbfertige Bau im südwestlichen Eck des Grundstücks als Hospiz am Jaffator für katholische Pilger aus Deutschland ausgebaut. Seit das Pilgerhospiz im August 1908 ins just fertiggestellte Paulus-Haus umgezogen war, wurde die Bezeichnung Altes Hospiz (englisch [Catholic] Old German Hospice) gebräuchlich, während der Bau selbst komplett in die Nutzung als Alumnat der Schmidt-Schule überging.
Theodor Sandel lieferte den Entwurf für das Hospiz im neogotischen Stil und führte die Bauarbeiten. Der Bau begann 1885 und war Ende 1886 außen fertig gestellt, während sich der Ausbau der 30 Räume in Parterre und erstem Obergeschoss bis Oktober 1887 hinzog, zu welcher Zeit Pater Stein die Kapelle im ersten Stock einweihte. Gottesdienste wurden wahlweise auf Deutsch oder Arabisch gehalten. Auch die Gestaltung der Kapelle hatte Sandel geplant und geleitet, wobei der Bildhauer Christoph Daniel Paulus (1848–1936) und der Maurer Gottlieb Friedrich Gohl (1859–1912) aus der Templersiedlung im Emeq Rephaʾim die beiden Altäre schufen, ein Tischler aus der Kommune das Gestühl fertigte und bunte Kirchenfenster aus Deutschland geliefert wurden.
Während die meisten anderen Gebäude der Straße Rechov Hillel erst in der Mandatszeit (1918–1948) entstanden, war das Hospiz am Jaffator im 19. Jahrhundert der erste dort errichtete moderne Bau und ist der älteste erhaltene in der Straße.:16 Der Bau beherbergte zunächst zum einen das Pilgerhospiz mit 25 Betten (Januar 1887 offiziell eröffnet, doch erste Gäste fanden schon 1886 Aufnahme) und zum anderen Räume für die 1873 durch Schwester Anna Therese Saxe an anderer Stelle gegründete Mädchenschule mit anfangs 21 Schülerinnen. Sie waren teils Interne, denen zunächst Räume im Hospizbau als Alumnat dienten, und Externe die in Jerusalem zu Hause waren. Saxe, die 1870 ins Land gekommen war, hatte die Mädchenschule unter schwierigen Umständen privat geführt und 1886 in die Obhut des Palästinavereins der Katholiken übergeben, womit Janssen für sein Ziel, eine Schule zu etablieren, ein schneller Start gelang.
Der Palästinaverein der Katholiken Deutschlands und die Barmherzigen Schwestern vom hl. Karl Borromäus (Borromäerinnen) einigten sich, dass ihr Orden Schwestern für den Schulbetrieb, die Betreuung der Patienten der geplanten Krankenstation und Führung und Haushalt des Hospizes, einschließlich Versorgung der Internen, Steins und Saxes entsendet. Der Orden schickte deutsche Schwestern aus dem Konvent in Teschen im damals cisleithanischen Herzogtum Ober- und Niederschlesien, wo von 1879 bis 1889 das deutsche Generalmutterhaus der Borromäerinnen (eigentlich im deutschen Kloster Trebnitz ansässig) den antikatholischen Kulturkampf in Deutschland überwinterte.
Die entsandten Schwestern erreichten im Oktober 1886 Jerusalem und logierten zunächst im Österreichischen Hospiz, bis Räume für sie nahe der Kapelle im ersten Stock des im Bau befindlichen Hospizes am Jaffator bezugsfertig waren. Ende 1887 hatte der Palästinaverein der Katholiken 15 Mitarbeiter in Jerusalem und der weitere Ausbau konnte beginnen.
Dem westlich gelegenen Hospiz (ab 1908 Altes Hospiz genannt; Rechov Hillel 25) am Chatzar Schmidt gegenüber liegt der östliche Bau (Rechov Hillel 27), eine mit Kauf des Geländes übernommene ursprünglich einstöckige Baulichkeit. Um dem Platzbedarf für Schule und Schwesternkonvent zu genügen, baute Sandel die Baulichkeit 1887/1888 zur Schule mit drei Klassenräumen und drei Räumen für die Krankenstation aus.:27 und 28
Das Erdgeschoss diente als erstes, eigenes Schulgebäude für die Schmidt-Schule, wie sie nach 1907 offiziell heißen sollte. Im Jahre 1887 wechselte die Mädchenschule in die neuen Klassenräume. Unterrichtet wurden bis 1918 nach deutschen Curricula für Volksschulen mit Deutsch als eines der Hauptfächer, aber auf die Beherrschung eines geschliffenen Arabischen in Schrift, Ausdruck und Literatur wurde großer Wert gelegt. Der Lehrkörper bestand um 1890 aus drei Borromäerinnen, zwei für theoretische Fächer, eine für Handarbeiten und Hauswirtschaft, Arabisch unterrichtete ein Muttersprachler. Sandel setzte dem östlichen Bau noch ein Obergeschoss auf. Alumnat und Borromäerinnen zogen oben ein, weshalb der östliche Bau auch Klostergebäude der Borromäerinnen genannt wurde.:231

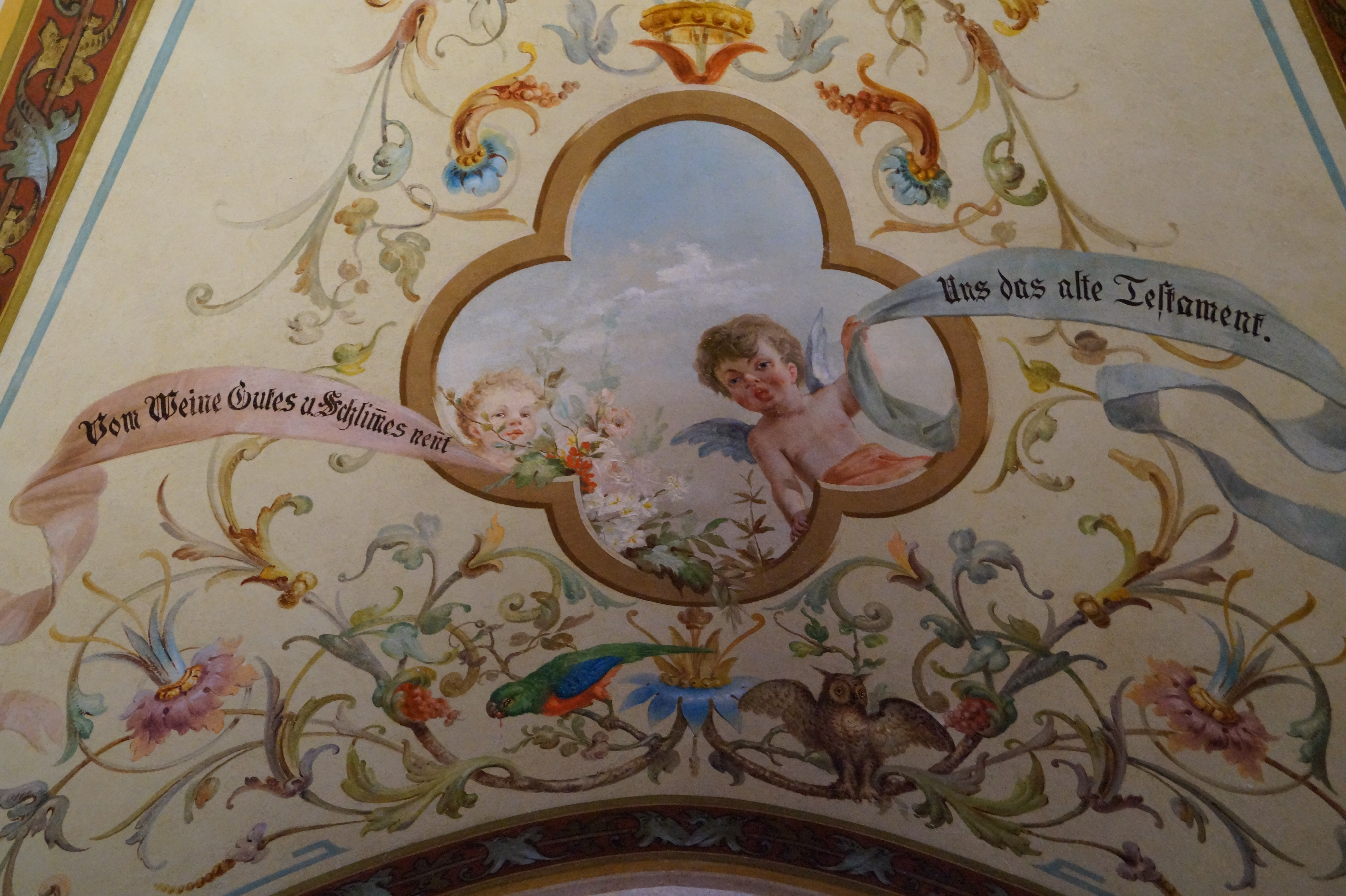
„Vom Weine Gutes und Schlimmes nennt / Uns das Alte Testament“ im Gewölbe der Diele, die den Gästen des Hospizes als Speisesaal diente, 2016

Der Konflikt mit dem französischen Konsul schwelte weiter. An deutschen Feiertagen flaggten die Borromäerinnen die kaiserlichen Farben Schwarz-Weiß-Rot. Dass die katholischen Ordensfrauen dies taten, ließ den Konsul bei seinem deutschen Pendant und beim Lateinischen Patriarchat als ihrem lokalem oberen Dienstherren protestieren, so dass in letzter Konsequenz sich die Regierungen beider Staaten, der Vatikan und die Hohe Pforte damit zu befassen hatten.
Auf Empfehlung Schneiders bestellte Janssen 1890 Pater Wilhelm Schmidt, der als Ordensmann der Lazaristen wegen des Kulturkampfes 16 Jahre im Mutesarriflik Libanonberg gelebt hatte und leidenschaftlicher Pädagoge wie Semitist war, für die administrative Leitung der Bildungseinrichtung wie die gesamte Vereinstätigkeit im Lande,:28seq. die er bis zum plötzlichen Tode 1907 innehatte. Saxe verlor die Schulleitung an Schmidt und übernahm stattdessen das Alumnat, starb aber bereits im folgenden Jahr. In Schmidts Zeit avancierte die Schule zu einer der besten Lehranstalten in Jerusalem.
Die Zahl der Schülerinnen wuchs entsprechend erheblich von 36 (1890), über 50 (1894) und 100 (1901) auf 120 (1914) junge arabische Christinnen und Musliminnen sowie Töchter katholischer Palästinadeutscher und Auslandsdeutscher. Arabische Eltern schätzten die Schule dafür, dass sie die Schülerinnen nicht zu Europäern umprägen wollte, sondern anstrebte – so Pater Schmidt  – „den Orientalen in seiner Sprache und seinen einfachen Bräuchen zu erziehen und groß zu bringen, in ihm das religiöse Element aufzubauen und zu stärken, und aus ihm einen orientalischen Christen zu machen“.:232
In Anerkennung seines Wirkens nannten die Borromäerinnen die Schule nach Schmidts plötzlichem Tod offiziell Schmidt-Schule, was der lokale Volksmund längst tat, der die oft barock anmutenden offiziellen fremdsprachigen Namen ausländischer Institutionen nicht, auch nicht in eigener Übersetzung nutzte, sondern meist nach den prägenden Personen benannte.

### Mitcham Schmidt in schulischer Nutzung (1908–1962)
Da die Schule aus allen Nähten platzte, sann Pater Schmidt darauf, die Räume des Hospizes zu übernehmen. Im persönlichen Gespräch mit Wilhelm II. von Preußen beim Besuch im Hospiz auf seiner Palästinareise 1898 gewann ihn Schmidt dafür, den Bau eines neuen katholischen Pilgerhospizes mit einem namhaften Geldbetrag für Schmidt zu unterstützen, durch dessen Bezug im August 1908 dann auch das Alte Hospiz für die Schulnutzung frei wurde.:241
Pater Schmidt baute eine große Forschungsbibliothek auf, um der durch evangelische Theologen dominierten Erforschung biblischer Geschichte wie beispielsweise auch am 1903 gegründeten Deutschen Evangelischen Institut für Altertumswissenschaft des Heiligen Landes (DEI), deren Ergebnisse seines Erachtens geeignet waren, die Wahrhaftigkeit der Heiligen Schrift zu erschüttern, ein katholisches, deutsches Pendant gegenüber zu stellen, das 1908 als Jerusalemer Institut der Görres-Gesellschaft (JIGG) seine Arbeit aufnahm.
Dem 1907 verstorbenen Schmidt folgte Ende 1908 Pater Ernst Schmitz, der Schmidts Bemühen um eine katholische Erforschung des Heiligen Landes, seiner Geschichte und Relikte, tatkräftig fortführte, und dazu die Bibliothek weiter aus- und naturwissenschaftliche Sammlungen aufbaute (seit 2018 als Leihgabe im Steinhardt Museum), womit die Ausstattung der Schule damals auf ein relativ hohes Niveau kam. Der Lazarist Schmitz führte mit acht unterrichtenden Borromäerinnen die Schule fort, bevor ihm 1913 mit Marina Kramm erstmals eine Borromäerin in der Schulleitung folgte.
Mit Beginn des Ersten Weltkrieges ließ die Hohe Pforte alle Bildungseinrichtungen unter ausländischer Leitung schließen, was auch die Schmidt-Schule betraf. Dank der deutsch-osmanischen Waffenbrüderschaft als Mittelmächte durfte die Schule im Januar 1915 mit dann noch 50 Schülerinnen wieder öffnen. Nach Einnahme Jerusalems durch britisches Militär am 9. Dezember 1917 blieb die Schule am Jaffator zunächst in Betrieb.
Im Jahre 1918 dann musste die Schule als Einrichtung unter feindlich ausländischer Leitung schließen und die meisten Männer deutscher oder anderer Feindstaatsangehörigkeit wurden als feindliche Ausländer zur Internierung 1918 in ein Lager südlich von Ghaza und schließlich nach Helwan gebracht, während Frauen und Kinder und wenige davon ausgenommene Männer feindlicher Staatsangehörigkeit strenger Polizeiaufsicht unterstellt wurden.:134, 136 und 137 Deutschland betraute den spanischen Konsul Antonio de la Cierva y Lewita, Conde de Ballobar (1885–1971) damit, Rechte und Interessen deutscher natürlicher und juristischer Personen bei den Briten zu vertreten.
Die britische Besatzungsverwaltung Occupied Enemy Territory Administration South (OETA South) beschlagnahmte alles Eigentum natürlicher und juristischer Personen deutscher und anderer feindlicher Staatszugehörigkeit. Mit der Einrichtung eines regulären, zivilen britischen Amtsapparats im Jahre 1918 übernahm Edward Keith-Roach als Public Custodian of Enemy Property die Verwaltung des beschlagnahmten Eigentums und vermietete es einstweilen, bis es Schritt für Schritt schließlich an die eigentlichen Eigentümer restituiert wurde.:138
Im Jahre 1921 erhielt der Deutsche Verein vom Heiligen Lande Altes Hospiz und Schule am Jaffator zurück und ließ den Schulbetrieb wieder aufnehmen. Die Mandatsmacht verlangte das Englische als Hauptunterrichtssprache zu verwenden. Die Zahl der Schülerinnen stieg bis 1927 auf 150 an. In den 1930er Jahren dann war die deutsche Sprache ab der 6. Klasse wieder für alle Schülerinnen als Fremdsprache verpflichtend, während in einer eigenen Abteilung auslandsdeutsche Schülerinnen in zwei Klassen nach deutschen Lehrplänen auf Deutsch unterrichtet wurden. Nicht zuletzt der Schutz durch das Lateinische Patriarchat und die nicht zu enge Anbindung an deutsche Kultusbehörden bewahrte der Schulleitung, anders als die evangelischen deutschen Schulen,:88 während der nationalsozialistischen Herrschaft in Deutschland ihre relative Unabhängigkeit.
Im Zweiten Weltkrieg internierte die Mandatsregierung nichtjüdische feindliche Ausländer erneut, wie Oberin und Schulleiterin Sr. Marina Kramm, und entzog ihnen sämtliche bislang ausgeübte Leitungsaufgaben. Die britischen Mandatsbehörden beschlagnahmten erneut das Eigentum natürlicher und juristischer Personen feindlicher Staatszugehörigkeit und unterstellten es wieder Keith-Roach als Public Custodian of Enemy Property. Einrichtungen der Daseinsvorsorge wie Heime, Spitäler und Schulen, die juristische Personen feindlich-ausländischer Staatszugehörigkeit betrieben, blieben anders als im Ersten jedoch im Zweiten Weltkrieg aktiv, wurden aber durch die Mandatsbehörden geeignet erscheinender neuen Leitungen unterstellt. Die palästinensische Borromäerin Schwester Elia übernahm die Schulleitung, ab 1943 betrachtete die Mandatsregierung deutsche Ordensschwestern nicht mehr als Gefährdung und ließ sie in Bildungseinrichtungen wieder zu.
Im Krieg um Israels Unabhängigkeit erlangten die kämpfenden Parteien gewisse Linien, die sie 1949 im Waffenstillstand als Grüne Linie zwischen den Stellungen der Kriegsgegner fixierten. Einen Friedensschluss lehnten die arabischen Kriegsparteien ab, entsprechend gab es keine grenzüberschreitende Reiseregelung. Ohne diese und mit den Schülerinnen überwiegend im Ostteil Jerusalems, den Jordanien 1950 annektierte, und dem Schulkomplex im israelischen Westteil der Stadt blieb allein die Option, den Schulbetrieb in den Osten zu verlegen, was bis Oktober 1950 geschah, und zwar zunächst ins dortige Paulus-Haus, das sich der Deutsche Verein vom Heiligen Lande ja 1908 als neues Hospiz erbaut hatte.
Mit Israels Unabhängigkeit übernahmen die israelischen Behörden den Mitcham Schmidt 1948 aus britischem Gewahrsam und 1950 dann enteignete die israelische Regierung, gemäß einem Gesetz der Knesset, alles beschlagnahmte deutsche Vermögen entschädigungslos im Vorgriff auf eine Regelung israelischer Forderungen an Deutschland.
Die Bundesregierung und Israel vereinbarten dann 1952 am Rande des deutsch-israelischen Luxemburger Abkommens ein Verfahren zur Anerkennung und Abgeltung der gegenseitig vertretenen Forderungen (Deutschland vertrat enteignete natürliche und juristische Personen deutscher Staatsangehörigkeit und Israel jene seiner Bürger, die mit dem nackten Leben deutschem Judenmord entkommen waren), wobei sich die konkrete Einigung bis 1962 hinzog.

#### Beit ha-Sefer ha-Tichon he-Dati ha-ʿIroni Maʿaleh
Die Behörden übergaben dem renommierten Beit ha-Sefer ha-Tichon he-Dati ha-ʿIroni Maʿaleh (hebräisch בֵּית הַסֵּפֶר הַתִּיכוֹן הֶדָּתִי הָעִירוֹנִי מַעֲלֶה deutsch ‚Städtische Religiöse Oberschule Aufstieg‘) den geräumten Mitcham Schmidt. Der 1930 gegründeten,:23 „zu geradezu ikonischer Bedeutung heranreifenden aufgeklärt-orthodoxen Jerusalemer Schule Maʿale“ diente ab 1935 das Haus Rechov Aethjopiah Nummer 8 als Schulgebäude, wo so manche geflüchtete deutsche Lehrkraft eine Stelle fand. Diesen Bau im Eigentum des äthiopischen Negus nutzte schon 1907 bis 1922 der deutsch-jüdische Kindergarten des Hilfsvereins ‚Ezra‘ der deutschen Juden.
Unter der Leitung der Rektoren Elijahu Katzenellenbogen (ab 1934;:31 1905–1990) und dann Ephraim Urbach zwischenzeitlich in den Rechov alCharizi in Rechaviah verlegt, zog die Maʿaleh-Schule 1951 ins Ensemble des Mitcham Schmidt (Rechov Hillel Nummer 25 [Altes Hospiz] und 27 [Klostergebäude]). Sie war eine von zwei städtischen jüdisch-religiösen Schulen und zeichnete sich dadurch aus, dass sie allen Kindern offenstand und einen herausragenden Lehrkörper (u. a. Mordecai Ardon, Chaim Hillel Ben-Sasson oder Jeschajahu Leibowitz) vorzuweisen hatte, wie auch viele Eltern Akademiker aus Europa waren.:27 So entstammten etwa ein Viertel der Schülerinnen und Schüler anderen Milieus als dem religiös-jüdischen. Das Curriculum war breit angelegt. Die Offenheit in allen akademischen Fächern, zusammen mit der Einhaltung der Mizwot, wurde von mehreren religiösen Schulen im ganzen Land kopiert.
Koedukation bestand durchgängig bis hinauf zur Bagrut (Matura, Reifezeugnis), wie auch bei den Schulfeiern zum Rosch Chodesch, wo sich alle – Lehrerinnen und Lehrer wie Schülerinnen und Schüler – versammelten, um gemeinsam zu beten und zu singen. Jungen und Mädchen saßen auch im Talmudunterricht zusammen auf derselben Bank. Für ein tieferes Verständnis der Zeit des Herodianischen Tempels zogen Lehrer ohne Weiteres, Passagen aus dem Neuen Testament heran. In der Bagrut 1943 graduierte erstmals im Heiligen Land eine Schülerin im Fach Gemara, neben drei jungen Männern mit selbem Prüfungsfach, und zwar die spätere Internistin und Genetikprofessorin Tirza Fraenkel (verh. Cohen) (1925–2013; Tochter Abraham Fraenkels, seinerzeit Haupt des Schulvorstands).:31
In Absprache mit der Schulleitung, Rektor Karl Zimmermann hatte sein Büro im Parterre des Alten Hospizes gegenüber der Diele, übernahm die 1945 gegründete Chevrat Jehudej Italja li-Fʿullah Ruchanit / חֶבְרַת יְהוּדִיֵ אִיטַלְיָה לִפְעֻלָּה רוּחָנִית / ‚Gesellschaft der Juden Italiens für geistliches Tun‘ (Jerusalems jüdische Gemeinde italienischen Ritus) die ehemals katholische Kapelle im ersten Stock des Alten Hospizes, wo sie sich 1952 ihre heute Tempio Italiano genannte Synagoge einrichtete.

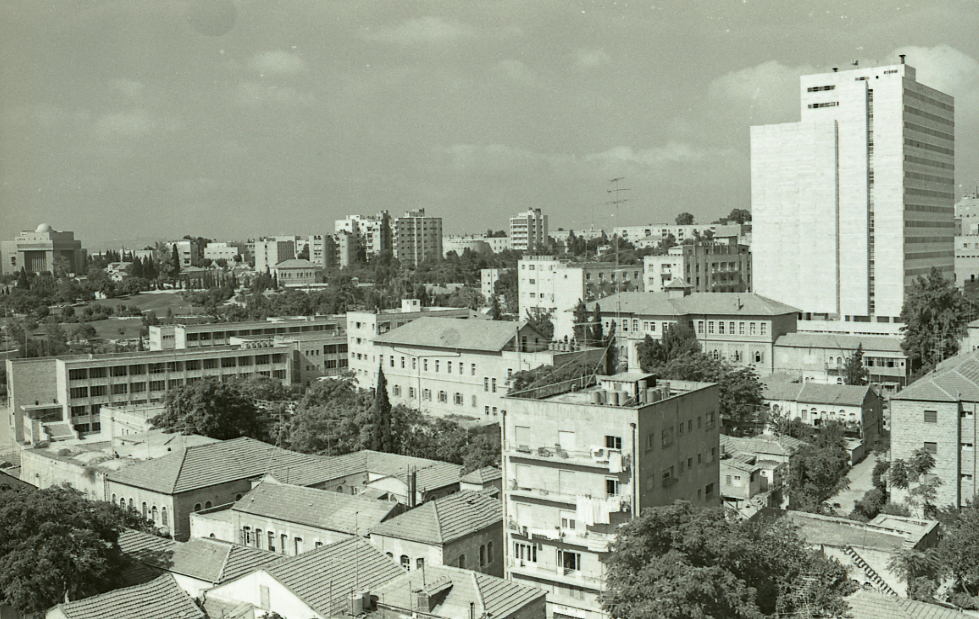
Blick 1970 von Osten auf die neue Maʿaleh-Schule mit Bändern rechteckiger Fenster (li.), den Mitcham Schmidt mit Dachterrasse der Nr. 27 und Firstturm der Nr. 25 (Mi.) vor Hotel Jerusalem Tower (re.)

Unter der Woche stand sie den Schülerinnen, Schülern und Lehrkräften zur Verfügung, aber aus Platzmangel vollführten das allmorgendliche Schulgebet nur die Jungs und Männer unter ihnen,:31 und an Schabbat und anderen jüdischen Feiertagen dient sie der Chevrat Jehudej Italjah. Der Beit Sefer Tichon Maʿaleh räumte das Alte Hospiz als er 1962 sein eigenes neu errichtetes Schulgebäude am Rechov Hillel 30 beziehen konnte. Da zu wenige Eltern ihre Kinder bei der Maʿaleh-Schule anmeldeten, 1976 wurde letztmals ein Jahrgang aufgenommen, musste sie 1985 schließen, obwohl Bildungsminister Sevulon Hammer sich für den Erhalt einsetzte.

### Mitcham Schmidt seit 1962

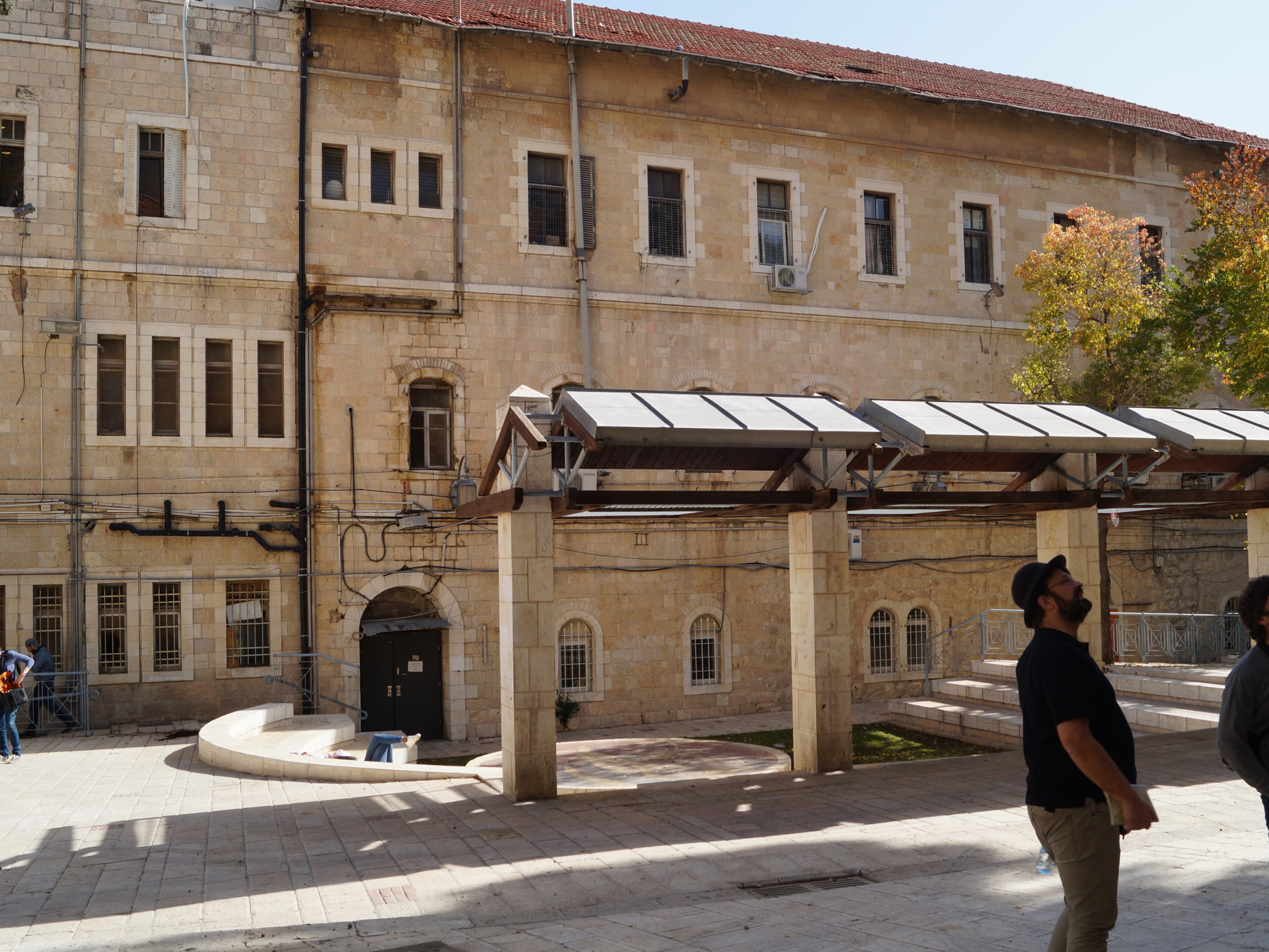
Haus Rechov Hillel 27 vom Chatzar Schmidt her (2016), links in hellerem Stein der Anbau von 1931

Nach dem Auszug der Maʿaleh-Schule kamen die beiden Gebäude des Bauensembles Mitcham Schmidt an jeweils unterschiedliche Nutzer und im Jahr 2000 ein dritter Bau hinzu, das Kulturzentrum Ulam Harmonjah – Merkaz haTarbujjot.
Den östlichen Bau (Rechov Hillel Haus Nr. 27), der auch drei Räume der ehemaligen Krankenstation einschließt, bezog die Dienststelle des Qətzin ha-ʿIr (קְצִין הָעִיר Q(ə)tzīn ha-ʿĪr, deutsch ‚Offizier der Stadt‘, sinngemäß ‚Standortkommandant‘), eine von zwölf städtischen oder regionalen Anlaufstellen ZaHa"Ls für Soldaten mit Sozialabteilung, Büro für Dienstangelegenheiten wie Dienstbescheinigungen, Beurlaubungen, psychologische Betreuung, Rechtsberatung und bis in die 1990er Jahre auch einem Medizinaldienst. Im Jahre 2015 schlossen landesweit alle zwölf Dienststellen der Stadtkommandanten, das Gebäude wurde dann bis 2016 geräumt, und stand anschließend leer.
Im Oktober 2000 eröffnete an der Nordseite des Chatzar Schmidt, ebenfalls mit Rechov Hillel 27 adressiert, zwischen der ZaHa"L-Dienststelle und dem Alten Hospiz der Ulam Harmonjah – Merkaz ha-Tarbujjot (מֶרְכַּז הַתַּרְבּוּיּוֹת – אוּלָם הַרְמוֹנְיָה deutsch ‚Halle Harmonie – Zentrum der Kulturen‘), ein Kulturzentrum, wo Konzerte, Aufführungen, Ausstellungen, Liederabende, Vorführungen wie andere kulturelle Veranstaltungen eine Stätte finden. Das Haus fördert aufstrebende Künstler in den Bereichen Musik, Theater, Literatur und bildender Kunst.
Zudem pflegt der Ulam Harmonjah auch den kulturellen Dialog zwischen Einwanderern und Einheimischen des Landes, weshalb das Ministerium für Alija und Integration die Billetts bezuschusst, um allen, auch finanziell Schwachen, den Eintritt zu ermöglichen. Das äußerlich bescheidene Gebäude ist innen ungewöhnlich ausgestattet: Es hat einen Saal von 130 Plätzen mit professioneller Beleuchtung. Die Ausstattung erlaubt bei Musikdarbietungen die gewünschte Akustik, was auch Aufnahmen in hoher Qualität ermöglicht.
Außer klassischer Kammermusik ist auch Jazz im Ulam Harmonjah beheimatet. 2004 wurde hier das Festival Jazz-Globus ins Leben gerufen. Der Versuch, israelischen Jazzern eine Plattform zu bieten, wurde zu einem jährlichen internationalen Festival mit Musikern aus Brasilien, Bulgarien, Finnland, Italien, Lettland, Litauen, Luxemburg, Niederlande, Norwegen, Polen, Russland, Schweden, der Schweiz und den USA.
Im September 2017 beschloss unter Leitung von Finanzminister Mosche Kachlon der Rat der Böden Israels (מוֹעֶצֶת מְקַרְקַעֵי יִשְׂרָאֵל Mōʿetzet Meqarqaʿej Jisraʾel), dass die Stadt Jerusalem ihren Status als geschützte Nutzerin des Merkaz ha-Tarbujjot aufgibt, um dessen Abriss und Vermarktung als Teil des Grundstücks Rechov Hillel Nr. 27 zu ermöglichen.
Den östlichen Bau mit 2,4 metrischen Dunam Grundfläche erstand nach Jahren des Leerstands 2022 der Franzose Laurent Lévy als einer von vier Bietern für 180 Millionen Neue Israelische Scheqel (NIS), wobei das geforderte Mindestgebot 95 Millionen NIS betrug.
Das westliche Alte Hospiz (Rechov Hillel Haus Nr. 25) bezog 1962 das städtische Jugendorchester oben, während unten und im Hof der Schevet Massuʾot (שֵׁבֶט מַשּׂוּאוֹת), ein Stamm religiöser Pfadfinder, Station bezog, bis sie im Jahre 1972 auszogen. Der Architekt David Cassuto (דוד קאסוטו), Enkel Umberto Cassutos, erstellte einen Erhaltungsplan für den Mitcham Schmidt, der die Renovierung der Gebäude und Einrichtung des Nachon-Museums der Judenheit Italiens empfahl.
Ab 1981 ließ die Qeren l-Iruschalajim (Fonds für Jerusalem) das Alte Hospiz im Inneren renovieren und den mit einer Steinmauer zum Rechov Hillel eingefriedeten Hof in einen begrünten Platz umgestalten. Während die Steinmauer wich, um den Chatzar Schmidt der Öffentlichkeit zu öffnen, blieben die Torpfosten erhalten. Das Nachon-Museum der Judenheit Italiens, welches jüdisches Erbe Italiens bewahrt, bezog das Alte Hospiz, den  Tempio Italiano und seine Funktionsräume ausgenommen, aber als Herzstück umschließend, und öffnete 1983 seine Pforten.

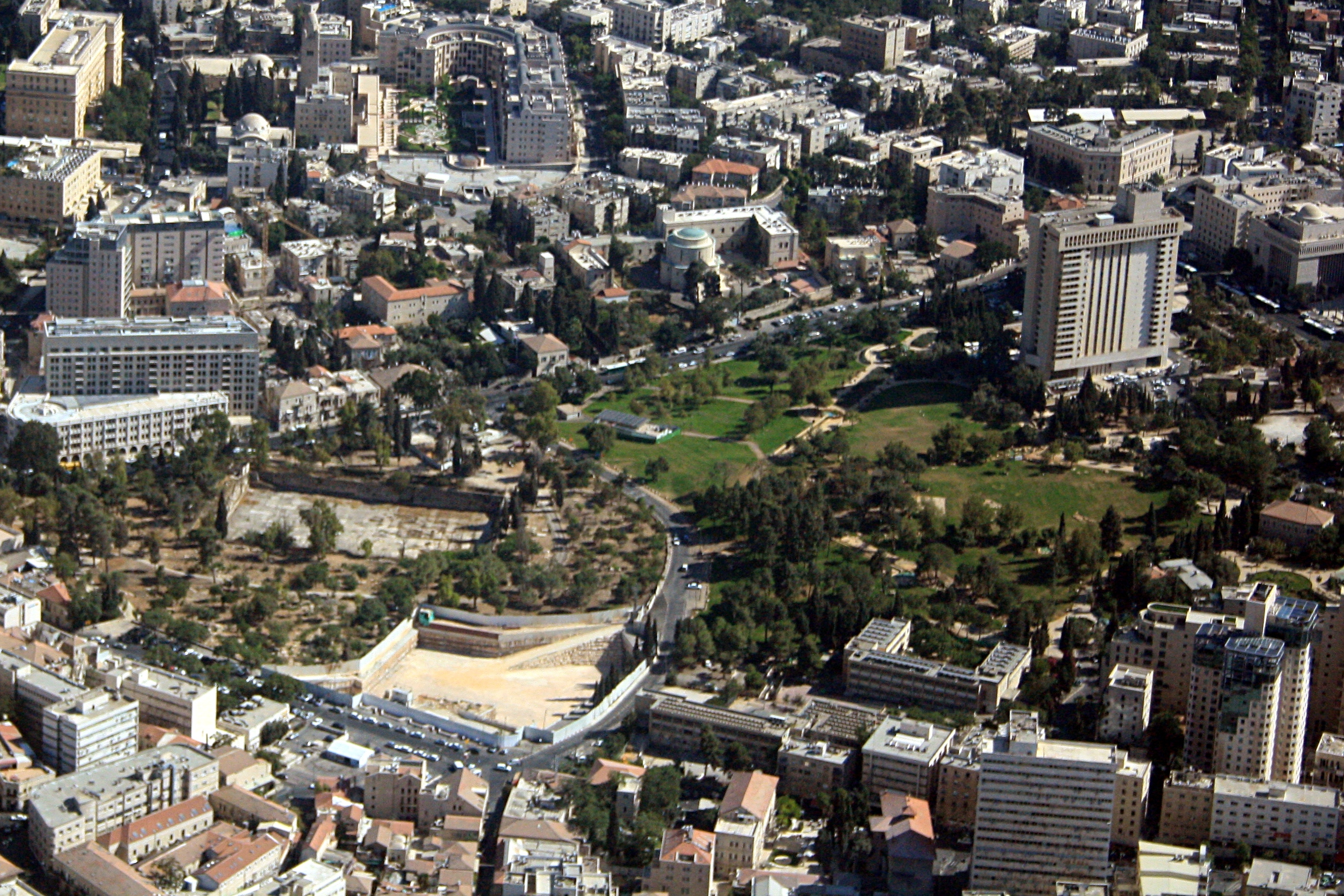
Luftbild 2013: Mitcham Schmidt rot gedeckt mit Firstturm, Vorbau, Balkon und Dachterrasse (unten, rechts der Mitte), Baugrube des Museums der Toleranz, rechteckiges Mamilla-Becken, Hotel King David (Ecke oben links), vis-à-vis die CVJM-Herberge mit Turm und Kuppeln, das Hotel Plaza am Park, darüber das Collegio di Terra Santa und der Heichal Schlomoh mit Kuppel (rechts am Rand)

## Baubeschreibung

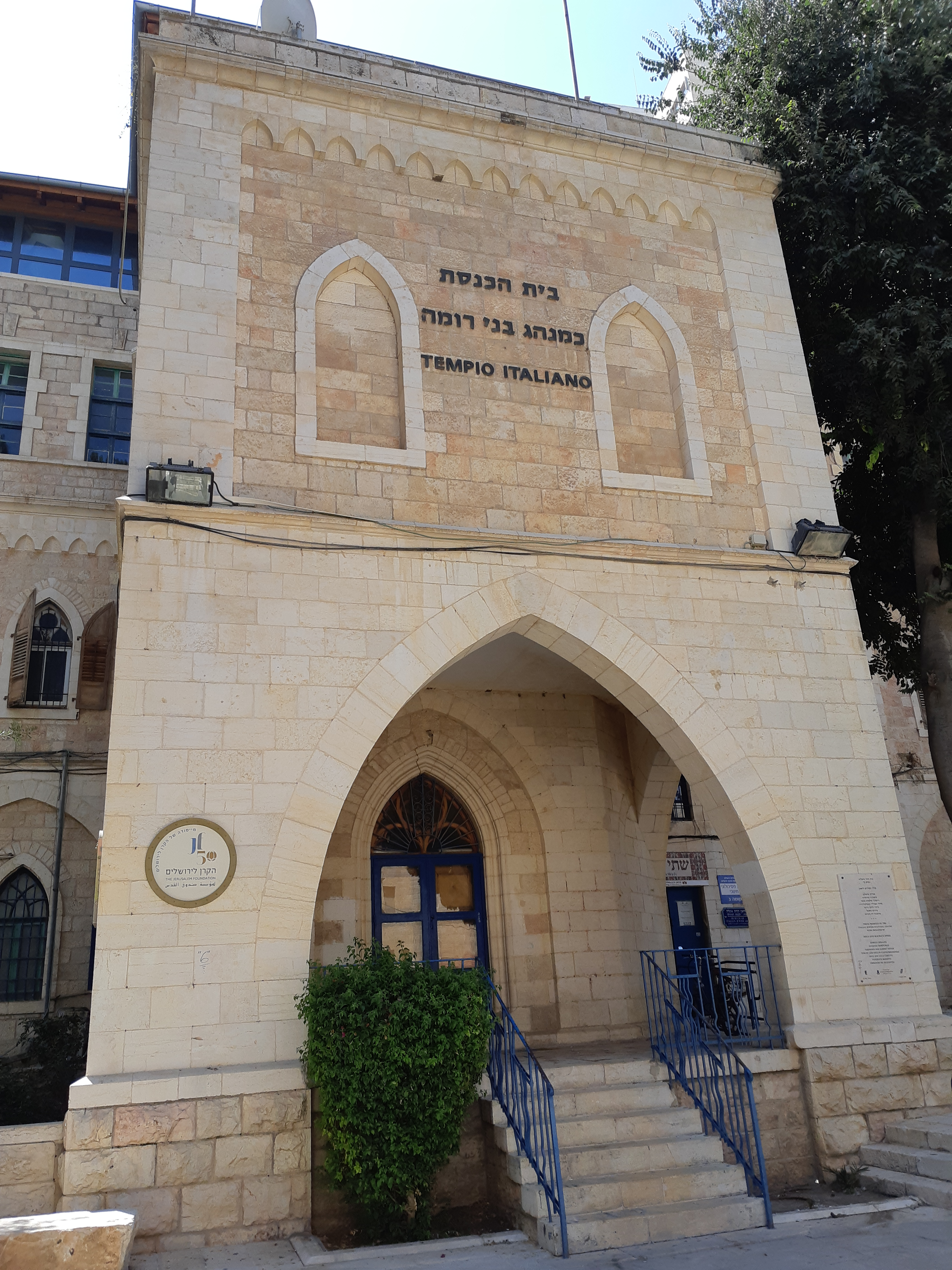
Anbau des Alten Hospizes: Laube unterm Tempio Italiano (ex Kapelle), 2019

Der Mitcham Schmidt besteht aus Rechov Hillel Haus Nr. 25 (Altes Hospiz) im Westen des Bauensembles und Haus Nr. 27, das ehemalige, erste eigene Schulgebäude der Schmidt-Schule, im Südosteck der Anlage. Beide Gebäude flankieren den etwa 30 Meter breiten Hof Chatzar Schmidt etwa in paralleler Stellung zueinander. Der alte Baumbestand des Hofs rührt vom Garten her, der für das Hospiz am Jaffator angelegt wurde.
Beide Gebäude erscheinen durch spätere Aufstockungen und Anbauten im Stile heterogen. Im Parterre beider Häuser sind Reste der beim Kauf 1876 vorhandenen Baulichkeiten erkennbar. Im südlichen Teil des Hauses Rechov Hillel Nr. 27 zeichnet sich im Parterre eine, ursprünglich einstöckige Baulichkeit ab. Auch an der Westseite des Alten Hospizes verweist die unregelmäßige Fenstergliederung auf uneinheitliche Bauplanung der frühen Jahre.
Auch die Formen der Fenster drücken die eher hemdsärmelige Einbeziehung der Vorgängerbauten in die in den 1880er Jahren errichteten heutigen Strukturen aus. Das Haus Nr. 27 weist im Erdgeschoss Rundbogenfenster auf, das Alte Hospiz dagegen im Parterre an der Westseite flachbogige Fenster. An Ostseite und im ersten Obergeschoss versah Theodor Sandel das Alte Hospiz mit neogotischen Spitzbogenfenstern. Im ersten Stock des Hauses Nr. 27 zierte Sandel die Fenster mit flachen Bögen.

### Altes Hospiz (Rechov Hillel Nr. 25)
Das Alte Hospiz ist ein typisches neugotisches Beispiel der Templerarchitektur, wie sie auch an Gebäuden der Templerkolonie im ʿEmeq Rephaʾim ausgiebig zu sehen ist. Die östliche Schauseite des Alten Hospizes ziert im ersten Stock ein in der Gotik gebräuchliches Lombardisches Band. Daran und an der Fensterform zeichnet sich ab, dass der Architekt Theodor Sandel Anleihen bei der durch ihn 1882 als Jerusalemer Gemeindehaus der Templer erbauten, seit 1948 armenisch-apostolischen St. Gregoriuskirche, Rechov ʿEmeq Rephaʾim 1, genommen hat. In der Mitte der östlichen Fassade des Alten Hospizes ragt ein Vorbau heraus, der auf Höhe des zweiten Stocks mit einem Balkon abschließt. Links und rechts des Vorbaus gliedern je vier Fensterachsen die hofseitige Fassade.

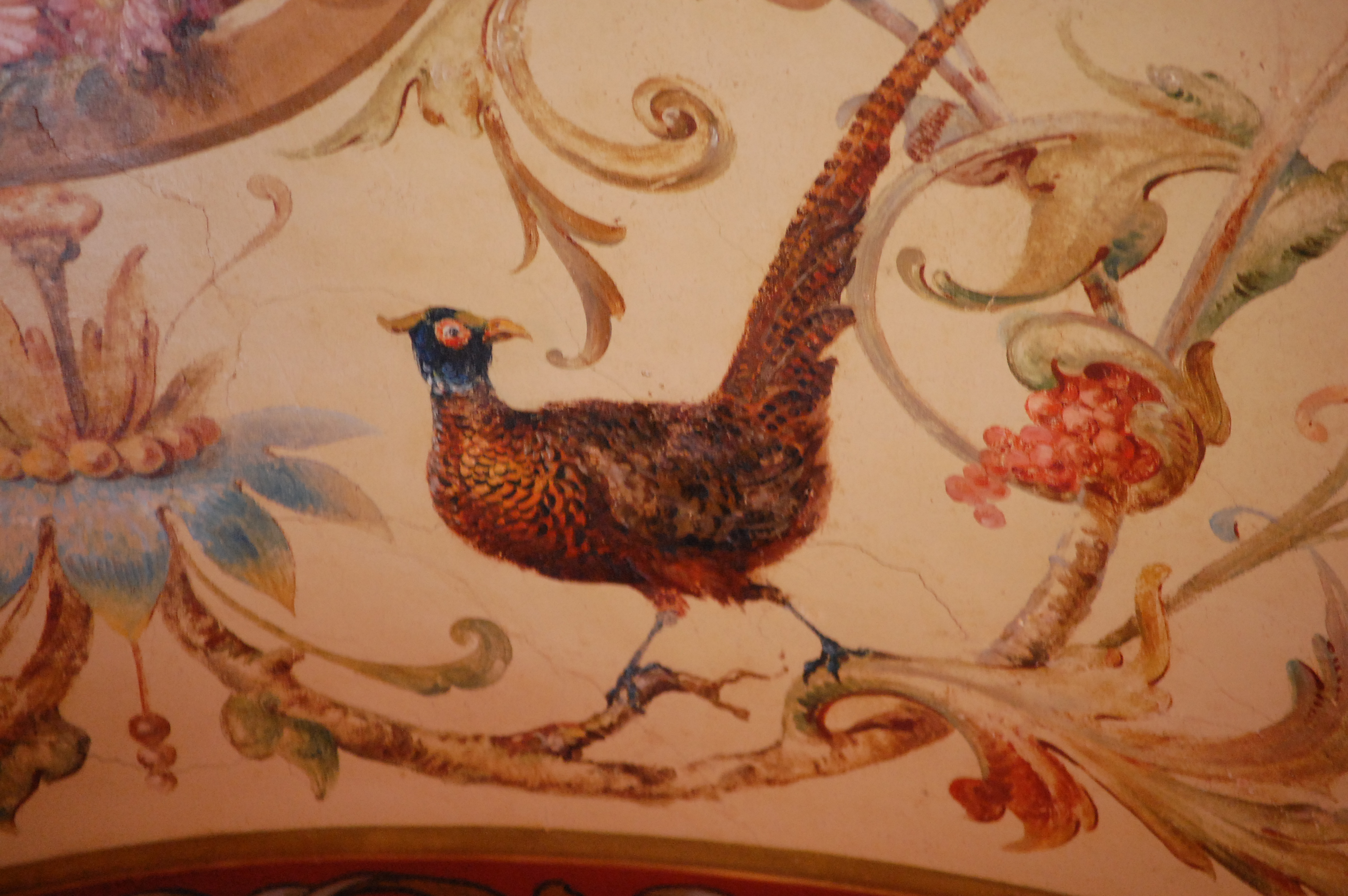
Bunte Malerei im Gewölbe der Diele, 2016

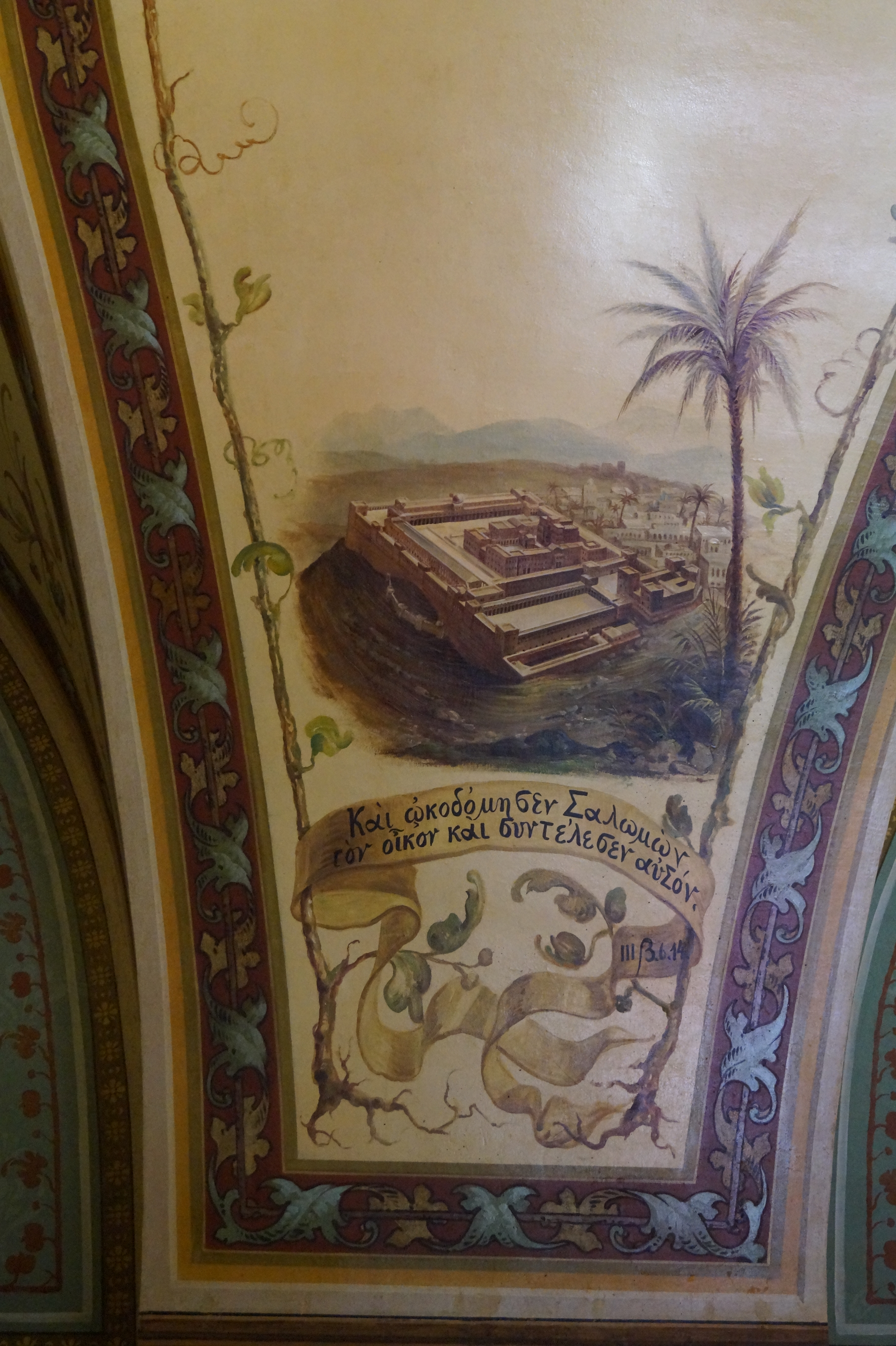
Parterre des Alten Hospizes: Malerei von 1893 im Gewölbe der Diele mit Tempel von Jerusalem

Im Parterre ist dieser Anbau zur einen Hälfte geschlossen und bildet einen Teil der getäfelten und gewölbten Diele:10 und zur anderen eine nach drei Seiten offene Laube, die 1927 bis 1931 entstand. Aus der Laube geht der ursprüngliche Haupteingang zum Alten Hospiz in die Diele. Hinter der Tür befindet sich die neogotisch gewölbte Diele, die Gäste des Hospizes wie 1893 Franz Heichele und Joseph Kaltenbach mit Deckenmalereien ausschmückten.:37 Bei einer Renovierung 2015 wurde Kaltenbachs Name in der nordwestlichen Ecke der Dielengewölbe freigelegt,:36 derjenige Heicheles in der nordöstlichen.:37 Die bewundernswerten Fresken umfassen Szenen aus Neuem und Altem Testament, Pflanzenmotive, Tiere und verschiedene Inschriften in fürs 19. Jahrhundert charakteristischem Stil.

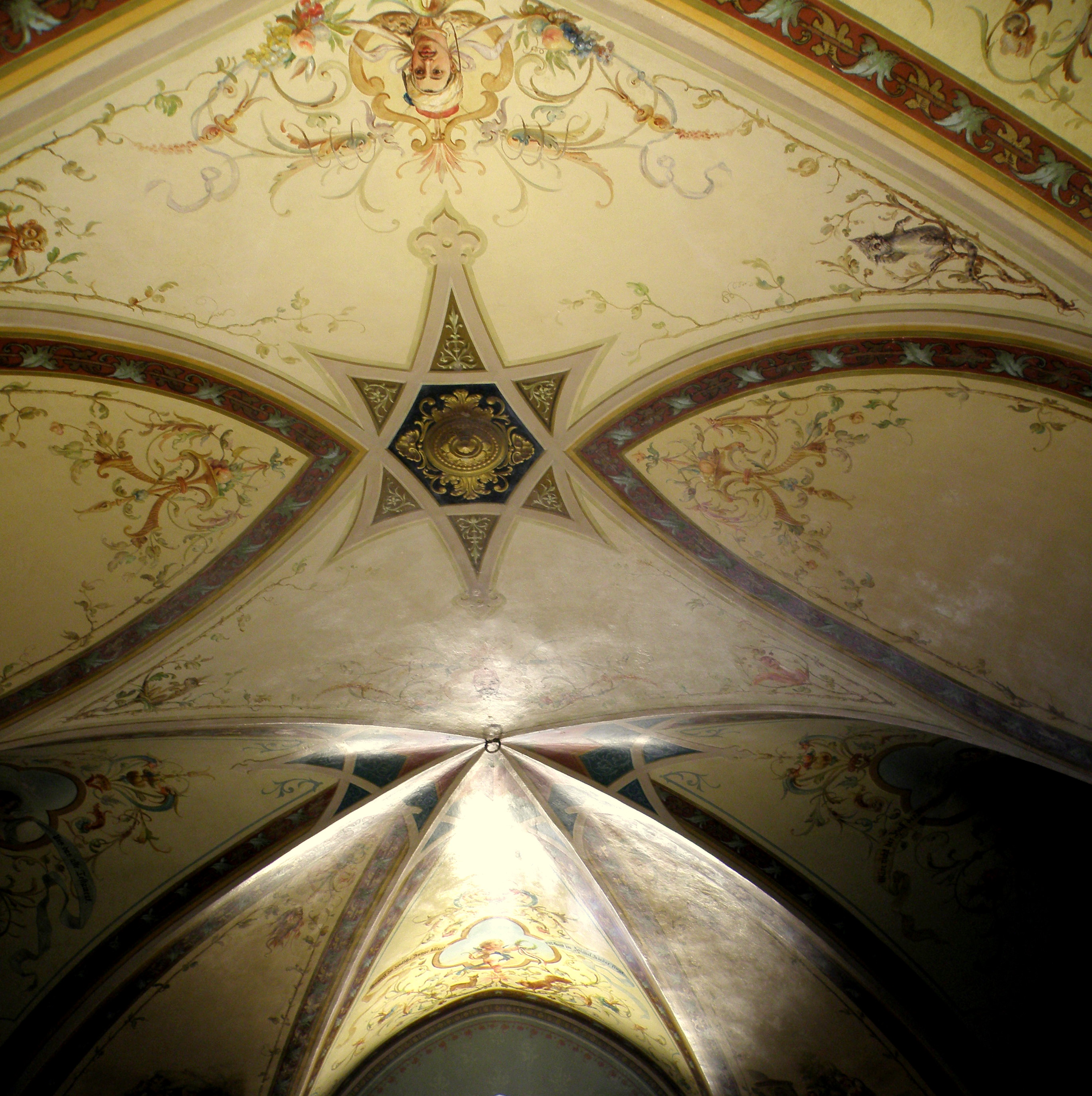
Parterre des Alten Hospizes: Ausgemalte Gewölbe der Diele, 2010

Das Alte Hospiz wurde entlang der südwestlichen und nordöstlichen Grundstücksgrenzen erbaut und weist daher einen trapezförmigen Grundriss auf. Im Parterre zählt dieses westliche Gebäude des Bauensembles zunächst acht, nach dem Umbau 1931 14 Räume, darunter ein Empfangsraum, eine Diele als Speisesaal für Personal und Gäste in Zentrum und östlichem Vorbau, ein Speisesaal für Schülerinnen, eine Küche mit Speisekammer, Hausmeisterbüro und eine Werkstatt mit zugehörigem Lager.:32
Im ersten Stock des Alten Hospizes befinden sich elf Räume, darunter die ehemalige Kapelle, seit 1952 Synagogenraum,:33 in der Gebäudemitte über der Diele im Parterre. Der Synagoge gegenüber ist ein Empfangsraum (Diwan), die übrigen Räume waren einst Hospizzimmer für Pilger, an der Südseite finden sich die Räume, die einst die Rektorenwohnung und die Bibliothek beherbergten.

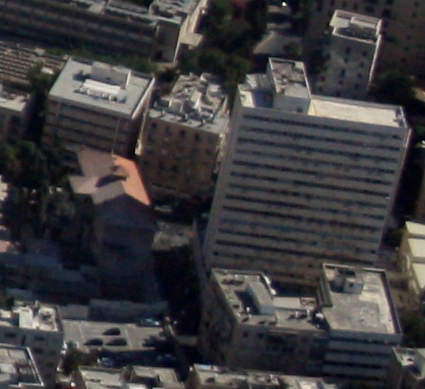
Rot gedecktes Altes Hospiz mit Firstturm und östlich vorspringendem Vorbau, benachbart der Turm des Hotel Jerusalem Tower, 2013

In den Jahren 1927 bis 1931 wurde das Alte Hospiz nach Plänen Heinrich Renards fürs Alumnat um die zweite Etage in simpler Außengestaltung aufgestockt, wobei ein neues Treppenhaus, das alle Stockwerke verbindet, errichtet wurde. An der Ostfassade wurde im Bereich der vierten Fensterachse von Norden, gleich nördlich des Vorbaus, das neue Treppenhaus eingebaut, das ohne Eingriff in den Verlauf der Flure in Erd- und erstem Obergeschoss über die unteren anderthalb Etagen aus der Fassade hervorspringt. Im Zuge des Ausbaus wurde auch der Vorbau nach Osten verlängert, im Parterre als nach drei Seiten offene Laube, im ersten Stock als östliche Erweiterung der Kapelle, die heute als Synagogenraum dient, und im zweiten Obergeschoss als Balkon.:33 Dieser ist aus dem mittigen großen Schlafsaal des zweiten Obergeschosses durch zwei Türen zu betreten. Der Boden des zweiten Stockwerks ruht auf Preußischen Kappen, die unverkleidet in den heutigen Ausstellungsräumen darunter zu sehen sind.
Das Alte Hospiz wurde 2015/2016 um ein drittes Obergeschoss aufgestockt. Dabei war die gesamte Dachkonstruktion gemäß Baugenehmigung TBA 2617 (תב"ע) aus dem Jahre 2014 in ihrer gegebenen Form zu erhalten. Das Dach wurde um eine Etage angehoben, die Schornsteine verlängert und auch der gewalmte Firstturm blieb bestehen. Das dritte Obergeschoss ist als ununterbrochenes Fensterband blau reflektierender Verglasung dezent eingeschoben. Dieses Blau und die blauen Fensterläden in Parterre und erstem Stock bilden ein einigendes Band der sonst stilistisch heterogenen Etagen des Alten Hospizes.

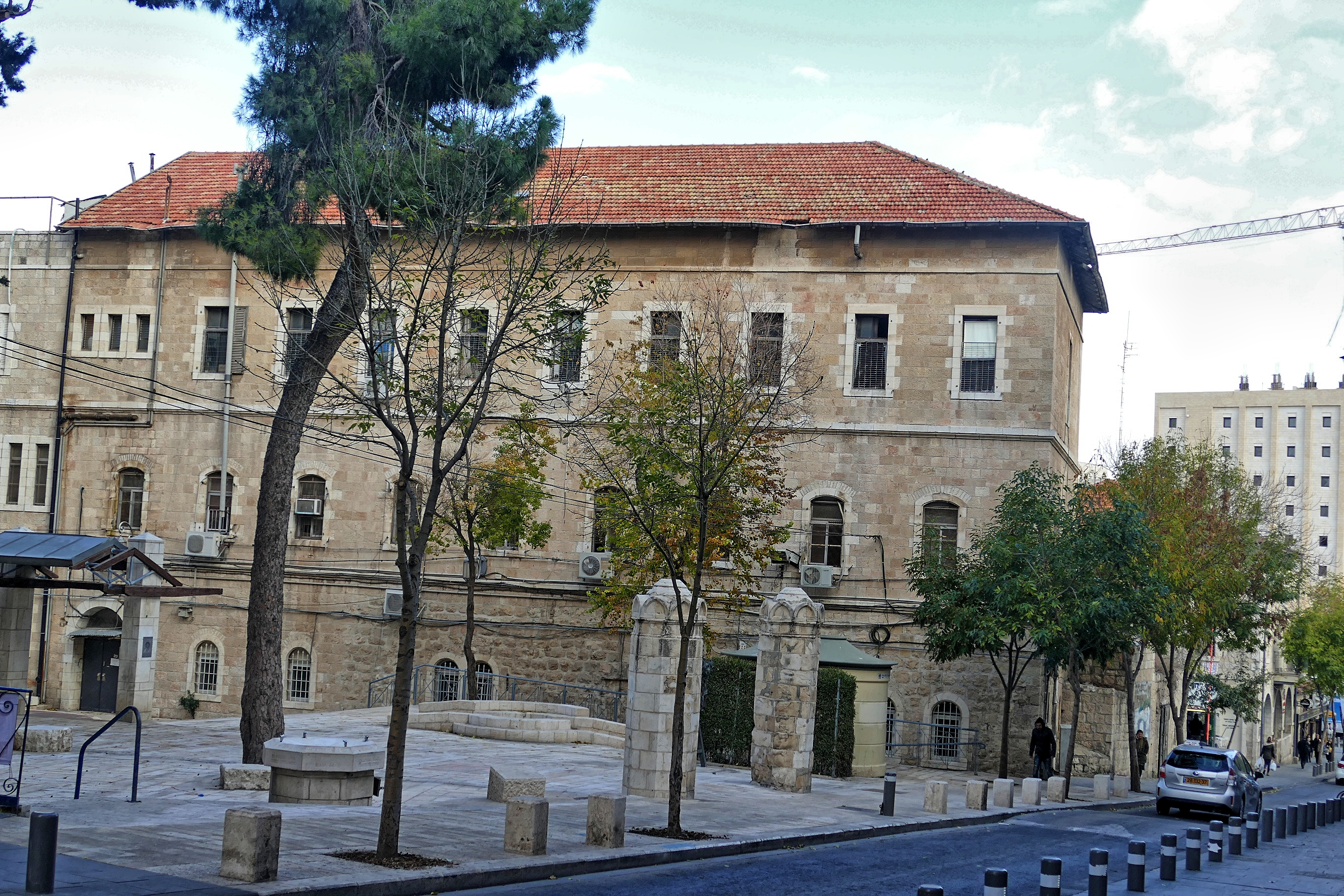
Rechov Hillel Haus Nr. 27 mit rustikaler Mauerung im südlichen Teil des Parterres, erstem Stock von 1888 und zweitem von 1931, der flachgedeckte Anbau (auch 1931) ist links angeschnitten, 2017

### Haus Rechov Hillel Nr. 27
Der östliche Bau (zu Zeiten als Klostergebäude bezeichnet), der ursprünglich als Schulgebäude errichtet wurde, steht auf rechteckigem Grundriss. Jede Etage weist eine andere Fenstergliederung auf, da er in Etappen ohne übergreifenden Plan entstand. Im südlichen Teil des Hauses zeichnet sich im Parterre an der rustikalen Mauerung aus roh behauenen Steinen die Länge einer der beiden, beim Kauf 1876 bereits vorhandenen, ursprünglich einstöckigen Baulichkeit ab. Das erste Obergeschoss darüber schuf Theodor Sandel 1887/1888, wozu er den Bau am nördlichen Ende um ein Treppenhaus erweiterte, beide in glatter Mauerung.
Auch dieser Bau wurde nach Plänen Heinrich Renards zwischen 1927 und 1931 um eine Etage erhöht, die dann das neue Lehrerseminar bezog, wobei das Walmdach nun auf dem zweiten Stock in bisheriger Länge erhalten blieb. Das Gebäude wurde bis 1931 nochmals nördlich um einen Anbau mit drei Fensterachsen über alle Stockwerke verlängert, dessen Flachdach als Dachterrasse aus dem gewalmten Dachgeschoss überm südlichen Teil des Baus zu betreten ist. Am Eingang zum zweiten Stock befindet sich ein großer Speisesaal für das Personal, dessen sehenswerten Boden ebenfalls Renard entwarf.
Das historische Schul- bzw. Klostergebäude steht unter Denkmalschutz, nicht aber sein jüngerer nördlicher Anbau von 1927 bis 1931. Statt seiner darf der neue Erwerber und Investor Laurent Lévy ein zusätzliches Gebäude auf dem Grundstück errichten, muss jedoch seine 462 Quadratmeter am Chatzar Schmidt für die öffentliche Nutzung freihalten.

## Bibliographie
- Chaim Goren (חַיִּים גּוֹרֶן), „Mission, Erziehung, Gastfreundschaft und Wissenschaft: die deutschen Katholiken und Jerusalem im 19. Jahrhundert“, in: Deutschland und Deutsche in Jerusalem, Chaim Goren und Ejal Jakob Eisler (אֱיָל יַעֲקֹב אַיְזְלֶר; Hrsg.), Jerusalem: מִשְׁכְּנוֹת שַׁאֲנָנִים, 2011, S. 226–245. ISBN 978-965-91794-0-4.
- Chaim Goren (חַיִּים גּוֹרֶן), “The German Catholic Establishment outside the Jaffa Gate: Pioneering German Catholic Activity in Palestine”, in: The Italian Jewish Cultural Centre in the Heart of Jerusalem, Ruhama Bonfil (רוּחָמָה בֹּוֹנְפִיל Rūchamah Bōnfīl; Hrsg.), Jerusalem: חֶבְרַת יְהוּדִיֵ אִיטַלְיָה לִפְעֻלָּה רוּחָנִית, 2014, S. 15–40. Keine ISBN.
- „Hospiz und Schmidt-Schule am Jaffator in Jerusalem“, in: Kritische Online-Edition der Nuntiaturberichte Eugenio Pacellis (1917–1929), ‘Schlagwort Nr. 1057’.
- Stephan Mock und Michael Schäbitz (Hrsg.): Das Heilige Land als Auftrag 1855–2005. 150 Jahre Deutscher Verein vom Heiligen Lande, Köln:  Deutscher Verein vom Heiligen Lande, 2005. ISBN 978-3-00-015693-9.
- Friedrich Wilhelm Schmidt, Das Katholische Deutsche Hospiz in Jerusalem, Freiburg im Breisgau: Chr. Lehmann’s Nachf., 1897.
- Itziq Schwiqy (אִיצִיק שְׁוִויקִי, Direktor des Bezirks Jerusalem der Mōʿatzah lə-Schimmūr Atrej Mōreschet bə-Jisraʾel / מוֹעָצָה לְשִׁמּוּר אַתְרֵי מוֹרֶשֶׁת בְּיִשְׂרָאֵל / ‚Rat für Schutz von Erbestätten in Israel‘) und Michael Ginzburg (מִיכָאֵל גִּינְזְבּוּרְג), בי"ס שְׁמִידְט - מוּזֵאוֹן יַהֲדוּת אִיטַלְיָה, Jerusalem: מוֹעָצָה לְשִׁמּוּר אַתְרֵי מוֹרֶשֶׁת בְּיִשְׂרָאֵל, Mai 2016.